# Copa de Asia de Hockey sobre Césped Masculino de 2017
La Copa Asia de Hockey sobre césped Masculino de 2017 es la décima edición del torne de Hockey sobre césped más importante de Asia. Se disputa en Daca (Bangladés), entre el 11 y el 22 de octubre de 2017. El evento fue organizado por la Federación Asiática de Hockey (ASHF) y otorga una plaza al Campeonato Mundial de Hockey sobre Césped Masculino de 2018.

## Participantes
Los siguientes equipos participaron en el torneo:
- Bangladesh
- China
- India
- Japón
- Malasia
- Omán
- Pakistán
- Corea del Sur

## Primera fase
- Todos los partidos en la hora local de Daca (UTC+6).

Los primeros dos de cada grupo clasificaron a las semifinales, mientras que los dos últimos disputaron el quinto lugar del torneo.

### Grupo A
| Equipo     | J | G | E | P | GF | GC | DG  | PTS |
| ---------- | - | - | - | - | -- | -- | --- | --- |
| India      | 3 | 3 | 0 | 0 | 15 | 02 | +13 | 9   |
| Pakistán   | 3 | 1 | 1 | 0 | 10 | 05 | +05 | 4   |
| Japón      | 3 | 1 | 1 | 1 | 06 | 08 | -02 | 4   |
| Bangladesh | 3 | 0 | 0 | 3 | 01 | 17 | -16 | 0   |

- Resultados

| Fecha  | Hora  | Partido | Selección 1 | Resultado | Selección 2 |
| ------ | ----- | ------- | ----------- | --------- | ----------- |
| 11-oct | 15:00 | E01     | India       | 5-1       | Japón       |
| 11-oct | 17:30 | E02     | Pakistán    | 7-0       | Bangladesh  |
| 13-oct | 15:00 | E05     | Japón       | 2-2       | Pakistán    |
| 13-oct | 17:30 | E06     | India       | 7-0       | Bangladesh  |
| 15-oct | 15:00 | E09     | Japón       | 3-1       | Bangladesh  |
| 15-oct | 17:30 | E10     | Pakistán    | 1-3       | India       |

### Grupo B
| Equipo        | J | G | E | P | GF | GC | DG  | PTS |
| ------------- | - | - | - | - | -- | -- | --- | --- |
| Malasia       | 3 | 3 | 0 | 0 | 16 | 03 | +13 | 9   |
| Corea del Sur | 3 | 2 | 0 | 1 | 12 | 05 | +07 | 6   |
| China         | 3 | 1 | 0 | 2 | 04 | 12 | -08 | 3   |
| Omán          | 3 | 0 | 0 | 3 | 04 | 16 | -12 | 0   |

- Resultados

| Fecha  | Hora  | Partido | Selección 1   | Resultado | Selección 2   |
| ------ | ----- | ------- | ------------- | --------- | ------------- |
| 12-oct | 15:00 | E03     | Malasia       | 7-1       | China         |
| 12-oct | 17:30 | E04     | Corea del Sur | 7-2       | Omán          |
| 14-oct | 15:00 | E07     | China         | 2-1       | Omán          |
| 14-oct | 17:30 | E08     | Corea del Sur | 1-2       | Malasia       |
| 16-oct | 15:00 | E11     | Malasia       | 7-1       | Omán          |
| 16-oct | 17:30 | E12     | China         | 1-4       | Corea del Sur |

## Clasificación del quinto al octavo lugar
|  | Cruces     | Cruces     | Cruces |  |  | Quinto lugar  | Quinto lugar  | Quinto lugar  |  |
|  |            |            |        |  |  |               |               |               |  |
|  |            |            |        |  |  |               |               |               |  |
|  | Japón      |            |        |  |  |               |               |               |  |
|  |            |            |        |  |  |               |               |               |  |
|  | Omán       |            |        |  |  |               |               |               |  |
|  |            |            |        |  |  |               |               |               |  |
|  |            |            |        |  |  |               |               |               |  |
|  |            |            |        |  |  |               |               |               |  |
|  | China      |            |        |  |  |               |               |               |  |
|  |            |            |        |  |  |               |               |               |  |
|  | Bangladesh | Bangladesh |        |  |  | Séptimo lugar | Séptimo lugar | Séptimo lugar |  |
|  | Bangladesh | Bangladesh |        |  |  | Séptimo lugar | Séptimo lugar | Séptimo lugar |  |
|  |            |            |        |  |  |               |               |               |  |
|  |            |            |        |  |  |               |               |               |  |
|  |            |            |        |  |  |               |               |               |  |
|  |            |            |        |  |  |               |               |               |  |
|  |            |            |        |  |  |               |               |               |  |
|  |            |            |        |  |  |               |               |               |  |

## Segunda ronda
| Equipo        | J | G | E | P | GF | GC | DG  | PTS |
| ------------- | - | - | - | - | -- | -- | --- | --- |
| Malasia       | 1 | 1 | 0 | 0 | 03 | 02 | +01 | 3   |
| India         | 1 | 0 | 1 | 0 | 01 | 01 | +00 | 1   |
| Corea del Sur | 1 | 0 | 1 | 0 | 01 | 01 | +00 | 1   |
| Pakistán      | 1 | 0 | 0 | 1 | 02 | 03 | -01 | 0   |

     – Disputaron el título asiático.

     – Disputaron el tercer lugar.

- Resultados

| Fecha  | Hora  | Partido | Selección 1   | Resultado | Selección 2   |
| ------ | ----- | ------- | ------------- | --------- | ------------- |
| 18-oct | 15:00 | E13     | Malasia       | 3-2       | Pakistán      |
| 18-oct | 17:30 | E14     | India         | 1-1       | Corea del Sur |
| 19-oct | 15:00 | E16     | Corea del Sur | -         | Pakistán      |
| 19-oct | 17:30 | E17     | Malasia       | -         | India         |
| 21-oct | 15:00 | E21     | Corea del Sur | -         | Malasia       |
| 21-oct | 17:30 | E22     | India         | -         | Pakistán      |